# Всеобщие выборы в Эквадоре (2023)
Всеобщие выборы в Эквадоре прошли 20 августа 2023 года. Они были объявлены 17 мая 2023 года, после роспуска Национального собрания. Действующий президент Гильермо Лассо имел право баллотироваться на второй срок, но 18 мая объявил, что не будет выдвигать свою кандидатуру. Избранные должностные лица исполнительной и законодательной ветвей власти будут отбывать оставшуюся часть полномочий до 2025 года.   
2-й тур президентских выборов состоялся 15 октября 2023 года, победу на которых одержал Даниэль Нобоа, став вторым самым молодым президентом в истории страны.

## Предыстория
17 мая 2023 года, на следующий день после того, как президент Лассо представил свою защиту в процессе импичмента, он задействовал механизм muerte cruzada, предусмотренный статьей 148 Конституции 2008 года, для роспуска Национальной ассамблеи и проведения досрочных парламентских и президентских выборов.
18 мая Диана Атаман, глава Национального избирательного совета (НИС), объявила 20 августа 2023 года ориентировочной датой проведения выборов в парламент и первого тура президентских выборов. У избиркома есть время до 24 мая, чтобы завершить подготовку календаря выборов.
13 июня Луиса Гонсалес вместе со своими сторонниками и председателем «Движения гражданской революции» Марселой Агиньяга собиралась зарегистрировать свою кандидатуру в президенты в Национальном избирательном совете, когда национальная полиция применила к ним перцовый баллончик и слезоточивый газ. Политик прошла лечение в медицинском центре Кито. Национальная полиция утверждала, что использовала химические вещества для защиты безопасности и общественного порядка из-за враждебного поведения сторонников Гонсалес.

### Покушения
Менее чем за две недели до выборов один из кандидатов в президенты, Фернандо Вильявисенсио, 9 августа 2023 года был застрелен после встречи с избирателями. Он является первым кандидатом в президенты, убитым в стране после убийства Абдона Кальдерона Муньоса в 1978 году. Вместо убитого Вильявисенсио на президентских выборах был выдвинут Христиан Зурита.
За неделю до выборов, 15 августа, возле своего дома в городе Сан-Матео провинции Эсмеральдас был убит организатор партии «Движение гражданской революции» Педро Брионес. Кандидат в президенты от этой партии Луиса Гонсалес подтвердила информацию об убийстве Брионеса и выразила сожаление в связи с произошедшим.
Вечером 18 августа была совершена попытка убийства мэра города Ла-Либертад Франсиско Тамариса. Он рассказал, что боевики, некоторые из которых были одеты как полицейские, произвели 30 выстрелов по его машине. Ответственность за покушение политик возложил на президента Лассо и МВД.
За день до выборов произошло нападение на ещё одного кандидата в президенты, Отто Зонненхольцнера. 19 августа перед рестораном в Гуаякиле, где он находился со своей семьёй, произошла стрельба. Инцидент попал на видео, сам кандидат и члены его семьи не пострадали.

### Досрочное окончание кампании
Предвыборные кампании кандидатов были досрочно прекращены 17 августа из-за череды убийств и покушений на политиков в преддверии выборов. Последний митинг кандидата в президенты Даниэля Нобоа закончился на фоне перестрелки в городе Дуран, который находится в пятнадцати минутах езды от Гуаякиля. Машины со сторонниками Нобоа ехали по главной улице, когда поблизости раздались выстрелы. На самом Нобоа был надет бронежилет. Единственный кандидат от коренных народов, Яку Перес, также завершил свою кампанию в бронежилете митингом на вершине горы Панесильо в историческом центре Кито. Христиан Зурита, сменивший в бюллетене убитого Фернандо Вильявисенсио, на своём единственном предвыборном митинге выступал в бронежилете и каске под усиленной охраной полиции.

## Электоральная система
Президент избирается по модифицированной двухтуровой системе, при которой кандидат должен набрать более 50% голосов или набрать более 40% голосов и на 10% опередить своего ближайшего соперника, чтобы быть избранным в первом туре. Президент ограничен двумя последовательными четырёхлетними сроками правления.
Члены Национального собрания избираются тремя способами. Пятнадцать избираются пропорциональным представительством по закрытым спискам в общенациональном избирательном округе. Шесть избираются иностранными избирателями (по двое из Канады/США, Латинской Америки и Азии/Европы/Океании). Остальные 116 членов избираются от многомандатных округов пропорциональным представительством по закрытым спискам, при этом все места распределяются по методу Вебстера. Члены Национального собрания ограничены двумя четырехлётними сроками, независимо от того, идут они подряд или нет. Для партийных списков существуют гендерные квоты, то есть чередование мужчин и женщин. Квоты на представительство меньшинств отсутствуют.
Так как данные выборы являются досрочными, то победивший кандидат будет занимать должность президента только оставшийся срок Лассо — менее 2 лет.

## Ход голосования
Избирательные участки открылись в 7:00 по местному времени, и голосование продолжалось до 17:00. Более 100 000 полицейских и солдат были направлены для защиты избирателей от дальнейшего насилия. Некоторые эквадорцы заявляли, что не выйдут из дома, хотя пропуск голосования может привести к штрафу. Кандидаты в президенты голосовали на избирательных участках в бронежилетах и касках.

## Результаты

### Президентские выборы
| Кандидат и напарник                  | Кандидат и напарник                      | Партия                                | 1-й тур    | 1-й тур | 2-й тур   | 2-й тур |
| Кандидат и напарник                  | Кандидат и напарник                      | Партия                                | Голоса     | %       | Голоса    | %       |
| ------------------------------------ | ---------------------------------------- | ------------------------------------- | ---------- | ------- | --------- | ------- |
|                                      | Луиса Гонсалес Андрес Араус              | Движение гражданской революции        | 3 315 663  | 33,61   | 4 880 525 | 48,17   |
|                                      | Даниэль Нобоа Вероника Абад Рохас        | Национальное демократическое действие | 2 315 296  | 23,47   | 5 251 695 | 51,83   |
|                                      | Христиан Зурита Андреа Гонсалес Надер    | Движение сборки                       | 1 614 434  | 16,37   |           |         |
|                                      | Ян Топич Диана Жакоме Силва              | За страну без страха                  | 1 446 812  | 14,67   |           |         |
|                                      | Отто Зонненхольцнер Эрика Паредес Санчес | Актуемос                              | 696 548    | 7,06    |           |         |
|                                      | Яку Перес Нори Пинела Моран              | Конечно, может                        | 391 674    | 3,97    |           |         |
|                                      | Ксавьер Эрвас Луз Марина Вега Коньо      | Движение РЕТО                         | 48 428     | 0,49    |           |         |
|                                      | Боливар Армихос Линда Ромеро Эспиноза    | Движение АМИГО                        | 35 785     | 0,36    |           |         |
| Действительных бюллетеней            | Действительных бюллетеней                | Действительных бюллетеней             | 9 864 640  | 91,19   |           |         |
| Пустых бюллетеней                    | Пустых бюллетеней                        | Пустых бюллетеней                     | 220 568    | 2,04    |           |         |
| Недействительных бюллетеней          | Недействительных бюллетеней              | Недействительных бюллетеней           | 732 209    | 6,77    |           |         |
| Всего                                | Всего                                    | Всего                                 | 10 817 417 | 100     |           | 100     |
| Не участвовало                       |                                          |                                       |            |         |           |         |
| Зарегистрированных избирателей/ Явка | Зарегистрированных избирателей/ Явка     | Зарегистрированных избирателей/ Явка  | 13 045 553 | 82,92   |           |         |

### Парламентские выборы
|                                |                                       |                     |                     |                     |                       |                       |                       |                    |                    |                    |            |           |
| Партии и коалиции              | Партии и коалиции                     | Национальный список | Национальный список | Национальный список | Провинциальный список | Провинциальный список | Провинциальный список | Заграничный список | Заграничный список | Заграничный список | Всего мест | Изменения |
| Партии и коалиции              | Партии и коалиции                     | Голосов             | %                   | Мест                | Голосов               | %                     | Мест                  | Голосов            | %                  | Мест               | Всего мест | Изменения |
|                                | Движение гражданской революции        | 3 384 601           | 39,88               | 6                   | 3 059 898             | 35,65                 | 42                    | 59 615             | 45,68              | 4                  | 52         | +52       |
|                                | Движение сборки                       | 1 715 182           | 20,21               | 3                   | 1 472 804             | 17,16                 | 25                    | 13 934             | 10,68              | 1                  | 29         | +29       |
|                                | Национальное демократическое действие | 1 715 182           | 14,77               | 2                   | 884 747               | 10,34                 | 11                    | 9 497              | 7,35               | 1                  | 14         | +14       |
|                                | Социал-христианская партия            | 1 001 837           | 11,81               | 2                   | 948 333               | 11,05                 | 12                    | 9 707              | 7,44               | 0                  | 14         | -4        |
|                                | Актуемос                              | 378 829             | 4,46                | 1                   | 577 384               | 6,73                  | 7                     | 3 488              | 2,67               | 0                  | 8          | +8        |
|                                | Патриотическая общественная партия    | 265 647             | 3,13                | 1                   | 181 951               | 2,12                  | 2                     | -                  | -                  | -                  | 3          | +2        |
|                                | Конечно может                         | 242 261             | 2,85                | 0                   | 374 166               | 4,36                  | 3                     | 5 209              | 3,99               | 0                  | 3          | +3        |
|                                | Движение РЕТО                         | 142 341             | 1,68                | 0                   | 204 962               | 2,39                  | 2                     | -                  | -                  | -                  | 2          | +2        |
|                                | Движение АМИГО                        | 101 728             | 1,20                | 0                   | 74 274                | 0,84                  | 1                     | 2 88               | 0,22               | 0                  | 1          | +1        |
|                                | Пачакутик                             | -                   | -                   | -                   | 349 450               | 4,07                  | 4                     | -                  | -                  | -                  | 4          | −23       |
|                                | Демократический центр                 | -                   | -                   | -                   | 137 747               | 1,60                  | 1                     | -                  | -                  | -                  | 1          | +1        |
|                                | Демократические левые                 | -                   | -                   | -                   | 40 743                | 0,47                  | 0                     | -                  | -                  | -                  | 0          | -18       |
|                                | Провинциальные движения               | -                   | -                   | -                   | 276 398               | 3,22                  | 6                     | -                  | -                  | -                  | 6          | +6        |
|                                |                                       |                     |                     |                     |                       |                       |                       |                    |                    |                    |            |           |
| Всего                          | Всего                                 | 10 948 794          | 100                 | 15                  | 10 808 442            | 100                   | 116                   | 154 837            | 100                | 6                  | 137        | -         |
| Действительных бюллетеней      | Действительных бюллетеней             | 8 487 514           |                     | -                   | 8 582 857             |                       | -                     | 130 504            |                    | -                  |            |           |
| Недействительных бюллетеней    |                                       |                     |                     |                     |                       |                       |                       |                    |                    |                    |            |           |
| Всего бюллетеней/ Явка         |                                       |                     |                     |                     |                       |                       |                       |                    |                    |                    |            |           |
| Не участвовало                 |                                       |                     |                     |                     |                       |                       |                       |                    |                    |                    |            |           |
| Зарегистрированных избирателей |                                       |                     |                     |                     |                       |                       |                       |                    |                    |                    |            |           |
|                                |                                       |                     |                     |                     |                       |                       |                       |                    |                    |                    |            |           |
| Источник:                      |                                       |                     |                     |                     |                       |                       |                       |                    |                    |                    |            |           |
| Примечания:                    |                                       |                     |                     |                     |                       |                       |                       |                    |                    |                    |            |           |
| Примечания:                    |                                       |                     |                     |                     |                       |                       |                       |                    |                    |                    |            |           |
|                                |                                       |                     |                     |                     |                       |                       |                       |                    |                    |                    |            |           |